# 2022
| 2022                                                         |
| ------------------------------------------------------------ |
| Dødsfald - Fødsler                                           |
| • Begivenheder • Film • Litteratur • Musik • Politik • Sport |

| Gregoriansk kalender | 2022 MMXXII             |
| Ab urbe condita      | 2775                    |
| Armensk kalender     | 1471 ԹՎ ՌՆՀԱ            |
| Kinesiske kalender   | 4718 – 4719 辛丑 – 壬寅 |
| Etiopisk kalender    | 2014 – 2015             |
| Jødisk kalender      | 5782 – 5783             |
| Hindukalendere       |                         |
| - Vikram Samvat      | 2077 – 2078             |
| - Shaka Samvat       | 1944 – 1945             |
| - Kali Yuga          | 5123 – 5124             |
| Iransk kalender      | 1400 – 1401             |
| Islamisk kalender    | 1444 – 1445             |

2022 (MMXXII) begyndte på en lørdag. Påsken faldt dette år den 17. april.
Regerende dronning i Danmark: Margrethe 2. 1972-2024
Se også 2022 (tal)

## Begivenheder

### Januar
- 2. januar — begyndelsen af protestaktioner i Kasakhstan mod stigningen i gaspriserne.[1][2]
- 6. januar — CSTO sender tropper til Kasakhstan for at undertrykke protester.[3]
- 10. januar - for første gang lykkedes det at transplantere et hjerte fra en genmodificeret gris og til et menneske, nemlig den 57 årige David Bennett.[4]
- 14. januar - Hendes Majestæt Dronning Margrethe 2. har regeret Danmark i 50 år.
- 18. januar - asteroiden 1994 PC1 passerer Jorden.[5]
- 20. januar - Østrig vedtager lov om vaccinepligt mod COVID19.[6]
- 23. januar - som et resultat af kuppet i Burkina Faso blev præsidenten for Roch Marc Christian Kaboré fjernet fra magten. Militæret citerede regeringens manglende evne til at indeholde aktiviteterne fra islamiske militanter inde i landet som årsagen til kuppet.[7][8]
- 29. januar - stormen Malik rammer Danmark, natten mellem d. 29-30. januar.
- 31. januar - Statsminister Mette Frederiksen afholder pressemøde omkring ukrainekrisen 2022.

### Februar
- 1. februar - i Danmark betragtes COVID19 ikke længere som en samfundskritisk sygdom og alle restriktionerne i forbindelse med pandemien ophæves.
- 4. februar - Vinter OL 2022 i Beijing åbnes officielt.
- 7. februar - Emmanuel Macron mødes i Moskva med Vladimir Putin omkring ukrainekrisen 2022.
- 11. februar - Ontario, Canada erklæres i nødretstilstand, efter at canadiske lastbilchauffører har blokeret Ottawa i 14 dage. Dette i protest mod strenge COVID19 regler.[9]
- 15. februar - Olaf Scholz mødes i Moskva med Vladimir Putin om ukrainekrisen 2022.
- 18. februar - den årlige sikkerhedskonference afholdes i München, hvor 30-35 statsledere deltager. Rusland boycutter.
- 24. februar - Rusland starter en invasion af Ukraine.
- 27. februar - Mette Frederiksen meddeler på et pressemøde, at Danmark har besluttet at støtte Ukraine med våben, i form af 2.700 skulderbårne panserværnsraketter.[10]
- 28. februar - Schweiz beslutter at fastfryse formuerne for en lang række russiske rigmænd og magtfulde personer.[11]
- 28. februar - både Finland og Norge, beslutter at sende panserværnsvåben til Ukraine.[12]

### Marts
- 9. marts - nyheden om at skibet Endurance er fundet efter 107 år under isen i Polarhavet, syd for Falklandsøerne.[13]
- 10. marts - en landsindsamling, under navnet Sammen om Ukraine, samler danskerne 165 millioner kroner ind til flygtende Ukrainere.[14]
- 16. marts - FN-domstol beordrer Rusland til at stoppe krigen mod Ukraine øjeblikkeligt.[15]
- 28. marts - Oleksandr Markusjyn meddeler, at ukrainske tropper har generobret byen Irpin fra russiske tropper.[16]

### April
- 3. april - billeder fra byen Butja går Verden rundt. De viser angiveligt russiske styrkers krigsforbrydelser mod civile, under deres tilbagetrækning fra Kyiv.[17]
- 3. april - Viktor Orbán vinder endnu en valgperiode som premierminister i Ungarn, efter hans parti Fidesz beholder deres to-tredjedeles flertal i Ungarns parlament.[18]
- 14. april - Det russiske flagskib Moskva synker i Sortehavet, efter at være blevet ramt af 2 Neptune (en) anti skibs missiler.[19]
- 19. april - Verdens ældste kvinde, japaneren Kane Tanaka, dør 119 år gammel.[20]
- 24. april - Emmanuel Macron genvinder den franske præsidentpost.[21]

### Maj
- 12. maj - Sagittarius A*, det supermassive sorte hul i midten af Mælkevejsgalaksen, vises for første gang som et billede optaget af Event horisont Telescope team.[22]
- 14. maj - ti personer dræbes og tre såres ved et skyderi i Buffalo, New York, USA.[23]
- 20. maj - Russiske soldater erobrer Havnebyen Mariupol, efter en lang Belejring.
- 23. maj - det første tilflæde af abekopper konstateres i Danmark.[24]
- 24. maj - 19 børn og 2 voksne dræbt i skoleskyderi på grundskolen Rob Elementary, Uvalde, Texas. Den 18-årige gerningsmand bliver dræbt af politiet.[25]
- 28. maj - Odense Letbane åbner for passagerer.[26]

### Juni
- 1. juni - ved en folkeafstemning, stemmer 66,9 af danskerne Ja til at afskaffe den danske forsvarsforbehold i EU-medlemskabet. 33,1 stemmer Nej.[27]
- 1. juni - efter at det danske selskab Ørsted har nægtet at imødekomme kravet om at betale gasleverancer i rubler, lukker det russiske selskab Gazprom for gassen til Danmark.[28]
- 24. juni - den amerikanske højesteret omstøder amerikanske kvinders forfatningssikrede ret til abort. Herefter er det op til hver enkelt stat i USA at træffe beslutning herom.[29]

### Juli
- 3. juli - tre personer bliver dræbt ved et skyderi i shoppingcentret Field's i København.
- 4. juli - masseskyderi nr. 308 i USA i 2022 sker under 4. juli paraden i Chicago, hvor 7 mennesker mister livet og 47 bliver såret.[30]
- 8. juli - Shinzo Abe bliver skudt på åben gade, imens han holder en tale. Han dør senere af sine skudsår.
- 13. juli - i Tour de France 2022 vinder Jonas Vingegaard både 11. etape og den gule førertrøje. Det er 15 år siden, at en dansker sidst har haft den gule førertrøje.
- 24. juli - Jonas Vingegaard vinder Tour de France 2022 og den prikkede bjergtrøje.

### August
- 12. august - den britiske forfatter Salman Rushdie overfaldes af en knivbevæbnet mand under et arrangement i delstaten New York. Rushdie får 10 knivstik på kroppen.

### September
- 5. september - Liz Truss vinder kampvalget i Det konservative parti og overtager dermed posten som Storbritanniens premierminister efter Boris Johnson.[31]
- 8 september - Dronning Elizabeth er død. Hun blev 96 år gammel.
- 14. september - det står klart at regeringen har mistet sit flertal ved Riksdagsvalget 2022 og Magdalena Andersson træder tilbage som statsminister.[32]
- 17. september - Wisłakanalen indvies, og tillader skibstrafik til den polske Elblag uden at skulle igennem russisk-kontrolleret farvand
- 19. september - Dronning Elizabeth begraves.
- 26. september - I Østersøen konstateres der læk af gas fra rørledningerne Nord Stream 1 og 2, der viser sig at være sabotage.
- 28. september- Dronning Margrethe af Danmark beslutter, at Prins Joachims børn mister deres prinser og prinsesse titel pr. 1. januar 2023. Der er tale om Prinserne Nikolai, Felix og Henrik. Og prinsesse Athena.[33]

### Oktober
- 5. oktober - Danmarks Statsminister Mette Frederiksen udskriver Folketingsvalg til afholdelse den 1. November.
- 6. oktober - Et massemord finder sted i Nong Bua Lamphu i Thailand hvor 37 mennesker bliver dræbt.
- 20. oktober - Liz Truss meddeler at hun har mistet opbakningen internt i sit parti og trækker sig som Storbritanniens premierminister.[34]
- 21. oktober - Giorgia Meloni bliver valgt som den første kvindelige premierminister i Italien.[35]
- 24. oktober - Rishi Sunak udpeges som formand for Det Konservative Parti og Storbritanniens premierminister.[36]
- 28. oktober - I Danmark bliver der sat varmerekord med 19,5 grader - den varmeste dag så sent på året.[37]

### November
- 1. november - det 71. valg til folketinget afholdes

### December
- 14. december - Mette Frederiksen præsenterer sin nye SVM-regering for dronningen, som den første regering på tværs af den politiske midte siden 1978
- 31. december - dagbladet BT udkommer for sidste gang som papirudgave

## Dødsfald
- 6. januar - Sidney Poitier - bahamansk-amerikansk skuespiller (født 1927)
- 9. januar - Bob Saget - amerikansk standupkomiker og skuespiller (født 1956)
- 10. januar - Lotte Kærså, dansk musikpædagog og komponist (født 1929)
- 20. januar - Meat Loaf, amerikansk rocksanger og skuespiller (født 1947)
- 31. januar - Flemming Quist Møller, dansk tegner og forfatter (født 1942)
- 24. februar - Britta Schall Holberg, dansk politiker (født 1941)
- 24. februar - Sally Kellerman, amerikansk skuespiller (født 1937)
- 23. marts - Madeleine Albright, amerikansk tidligere udenrigsminister (født 1937)
- 28. marts - Jacob Bahne Sørensen, dansk virksomhedsejer (født 1968)
- 27. april - Tove Manswell, dansk modstandskvinde, (født 1920)[38]
- 30. april - Naomi Judd, amerikansk countrysanger (født 1946)[39]
- 13. maj - Ben Roy Mottelson, dansk-amerikansk fysiker og Nobelpris-modtager (født 1926)
- 16. maj - Sidney Lee dansk tv-personlighed (født 1979)[40]
- 26. maj - Ray Liotta, amerikansk skuespiller (født 1954)
- 26. maj - Andrew Fletcher, engelsk musiker (født 1961)
- 18. juni - Uffe Ellemann-Jensen, dansk tidligere udenrigsminister (født 1941)
- 6. juli - James Caan, amerikansk skuespiller (født 1940)
- 8. juli - Shinzo Abe, japansk tidligere premierminister (født 1954)
- 18. juli – Povl Dissing, dansk sanger (født 1938)
- 31. juli - Bill Russell, amerikansk basketballspiller (født 1934)
- 5. august - Judith Durham, australsk sanger og sangskriver (født 1943)
- 5. august - Issey Miyake, modeskaber (født 1938)
- 7. august - Peter Freil, dansk basketballspiller og -træner (født 1947)
- 8. august - Olivia Newton-John, australsk sangerinde og skuespiller (født 1948)
- 12. august - Anne Heche, amerikansk skuespiller (født 1969)
- 13. august - Robyn Griggs, amerikansk skuespiller (født 1973)
- 27. august - Mogens Palle, dansk boksepromotor (født 1934)
- 30. august - Mikhail Gorbatjov, Sovjetunionens sidste leder som generalsekretær og præsident (født 1931)
- 4. september - Thorkild Simonsen, dansk politiker (født 1926)
- 8. september - Elizabeth 2. af Storbritannien, Storbritanniens dronning. (født 1926)
- 15. september - Poul Thomsen, tv-vært, (født 1938)
- 17. september - Elin Reimer, dansk skuespillerinde, (født 1928)
- 28. september - Artis Leon Ivey Jr., amerikansk rapper (født 1963)
- 7. oktober - Karen Gardelli, dansk skuespiller og manuskriptforfatter (født 1964)
- 7. oktober - Anna Wahlgren, svensk forfatter (født 1942)
- 23. oktober - Ilse Jacobsen, dansk designer (født 1960)
- 24. oktober - Elisabeth Gjerluff Nielsen, dansk sanger og forfatter (født 1957)
- 24. oktober - Leslie Jordan, amerikansk skuespiller (født 1955)
- 28. oktober - Jerry Lee Lewis, amerikansk musiker (født 1935)
- 23. november - Hugo Helmig, dansk musiker (født 1998)
- 25. november - Irene Cara, amerikansk sanger (født 1959)

## Nobelprisen
- Fysiologi eller medicin: Svante Pääbo for sine opdagelser og udforskning "af uddøde hominiders arvemasse og menneskets evolution".
- Fysik: Alain Aspect, John F. Clauser og Anton Zeilinger for deres "eksperimenter med sammenflettede fotoner, påvisning af brud mod Bell-forskelle og baning af nye veje for kvanteinformationsvidenskab"
- Kemi: Morten Meldal, Carolyn R. Bertozzi og K. Barry Sharpless for "udviklingen af klikkemi og bioortogonal kemi".
- Litteratur: Annie Ernaux for "konsekvent og fra forskellige vinkler at udforske et liv præget af stærke forskelle med hensyn til køn, sprog og klasse".
- Fredsprisen: Ales Bialiatski, den russiske menneskerettighedsorganisation Memorial og den ukrainske menneskerettighedsorganisation Center for Civil Liberties.

## Forudsigelser og planlagte hændelser
- Udvidelse af Fynske Motorvej E20 fra 4 til 6 spor mellem Gribsvad og Nørre Aaby åbner for trafik.[41]
- Kometen 73P/Schwassmann-Wachmann vil forårsage et meteorstorm.[42]

## Årsdage
- 17. marts – Irland vil fejre sin 100-års dag. Landet blev internationalt anerkendt den 6. december (1922).
- 28. juli – Brasilien vil fejre sin 200-års dag

## Politik
- 6. januar - på årsdagen for stormen på Capital Hill, pålægger den amerikanske præsident Joe Biden ex-præsident Donald Trump en stor del af ansvaret[43]
- 7. januar - Sofie Carsten Nielsen melder ud, at de ikke kan støtte en 1-partisregering efter næste valg[44]
- 8. januar - Claus Hjort Frederiksen meddeler, at han ikke genopstiller til Folketinget ved næste valg[45]
- 10. januar - medstifter af Veganerpartiet, Henrik Vindfelt, bliver ekskluderet af selvsamme parti[46]
- 14. januar - Karsten Lauritzen, Venstre, meddeler at han trækker sig fra dansk politik til fordel for et topjob hos Dansk Industri[47]
- 23. januar - Morten Messerschmidt bliver valgt som leder for Dansk Folkeparti[48]
- 3. februar - Benny Engelbrecht trækker sig som transportminister i forbindelse med manglende oplysninger om CO2 i infrastrukturplanen fra 2021. [49]
- 4. februar - Trine Bramsen overtager posten som Transportminister, Morten Bødskov overtager posten som Forsvarsminister og Jeppe Bruus bliver ny Skatteminister ved en ministerrokade[50]
- 21. februar - folketingsmedlemmerne Liselott Blixt, Karina Adsbøl, Bent Bøgsted og Lise Bech forlader Dansk Folkeparti i protest mod den nyvalgte formand, Morten Messerschmidt
- 22. februar - Hans Kristian Skibby melder sig ud af Dansk Folkeparti
- 26. februar - Marie Krarup melder sig ud af Dansk Folkeparti
- 6. marts - et politisk flertal bestående af C, R, S, SF og V beslutter at Danmarks bidrag til NATO skal op på 2% af BNP inden 2033. Ved samme lejlighed besluttes det, at danskerne skal stemme om forsvarsforbeholdet i EU d. 1. juni 2022
- 14. marts - Moderaterne bliver opstillingsberettiget
- 2. maj - ved en ministerrokade bliver Mattias Tesfaye ny justitsminister efter Nick Hækkerup, der stopper i dansk politik[51]
- 8. juni - i sit første interview siden hun stoppede som kansler, udtaler Angela Merkel, at hun ikke har noget at sige undskyld for, i forhold til det tætte samarbejde med Rusland[52]
- 24. juni - Peter Skaarup melder sig ud af Dansk Folkeparti[53]
- 24. juni - på godt ét døgn samler Danmarksdemokraterne 50.000 vælgererklæringer[54]
- 25. juni - Søren Espersen melder sig ud af Dansk Folkeparti[55]
- 29. juni - Kristian Thulesen Dahl melder sig ud af Dansk Folkeparti[56]
- 5. juli - som konsekvens af Minkkommissionen's kritik, modtager Mette Frederiksen og Mogens Jensen en næse for deres rolle i Minksagen. Det er historisk at den siddende statsminister i Danmark modtager en, såvel som atypisk, at disse næser vedtages med stemmer fra politikernes eget parti[57]
- 7. juli - efter længere tids intern uro i det konservative britiske parti meddeler Boris Johnson, at han går af som leder af partiet. Han bliver dog siddende som premierminister, til partiet har fundet en anden formand[58]
- 15. august - formanden for Det Konservative Folkeparti, Søren Pape Poulsen, præsenterer sig som sit partis officielle statsministerkandidat.
- 5. oktober - Mette Frederiksen udskriver folketingsvalg.
- 31. oktober - Folketingsvalg på Færøerne.
- 1. november - Folketingsvalg i Danmark og Grønland.

## Finans
- 23. februar – den sidste dag portugisiske escudos kan indløses til euroer.

## Sport
- 30. januar - Sverige vinder Håndbold EM 2022, Spanien vinder sølv og Danmark Bronze. Det bliver Lasse Svans sidste optræden på det danske landshold
- 31. januar - Christian Eriksen skriver under på en kontrakt med Brentford F.C.
- 2. februar - 20. februar - Det 15. Vinter-OL blev afholdt i Beijing.
- 12. marts - Gabriel 'Iffe' Lundberg skriver kontrakt med Phoenix Suns
- 13. marts - Nanna Koerstz Madsen vinder Honda LGPA Classic i Thailand og bliver den første dansker til at vinde en LPGA-/PGA-turnering[59]
- 20. marts - Viktor Axelsen vinder All England
- F.C. København fejrer det danske mesterskab på hjemmebanen i Parken, efter sæsonen sidste kamp mod AaB31. marts - der bliver sat tilskuerrekord i en damefodboldkamp, da FC. Barcelona slår Real Madrid 5-2 i i Champion League på Camp Nou. 91.533 ser kampen[60]
- 4. april - Gabriel 'Iffe' Lundberg skriver dansk sportshistorie, da han bliver den første dansker, der spiller i en NBA kamp. Han bliver skiftet ind i kampen Oklahoma City Thunder - Phoenix Suns[61]
- 22. maj - F.C. København vinder det danske mesterskab i fodbold, Superliga 2021/22 - det er klubbens 14. mesterskab
- 23. maj - for første gang nogensinde har Danmark besejret Canada i ishockey. Holdet vinder 3-2 ved IIHF Verdensmesterskabet 2022[62]
- 26. maj - AS Roma vinder historiens første udgave af Conference League, ved at besejre Feyenoord 1-0 i finalen[63]
- 28. maj - Real Madrid vinder Champions League 2021/2022 med en finalesejr på 1-0 over Liverpool FC[64]
- Magnus Cort i soloudbrud på 3. etape af Tour de France, hvor han fik tilstrækkeligt med bjergpoint til at kunne iklæde sig den prikkede bjergtrøje3 juli - Magnus Cort vinder 3. etape af Tour de France 2022, den sidste af tre etaper med start i Danmark
- 9. juli - ved Wimbledon-mesterskaberne i tennis vinder Jelena Rybakina damesingletitlen for første gang
- 10. juli - ved Wimbledon-mesterskaberne i tennis vinder Novak Djokovic titlen i herresingle for 7. gang
- 24. juli - Jonas Vingegaard vinder Tour de France
- 19. august - Ida Karstoft vinder bronze ved EM 2022 i 200 m. løb[65]
- 28. august - Viktor Axelsen vinder VM i badminton 2022[66]
- Sommer-OL 2012 i London er tilbagebetalt ved et nationalt lotteri.
- VM i fodbold 2022. Den 22. udgave af VM i fodbold afholdes i Qatar i november

## Film
- 27. marts - ved årets Oscar uddeling, fyrer Chris Rock en vittighed af om Jada Pinkett Smith's hårtab, der bunder i sygdom. Det udløser en prompte reaktion fra ægtefællen Will Smith, der går på scenen og stikker Chris Rock en lussing for rullende kameraer[67]
- 31. marts - Bruce Willis har fået konstateret afasi og indstiller øjeblikket sin karriere[68]
- Soylent Green (1973) – dystopisk science fiction-film der foregår i 2022.
- Coronation Street (1960 – ) – karakteren Tracy Barlow kan blive løsladt.

## Billeder
- 73P/Schwassmann-Wachmann, 2006
- Irland set fra rummet
- Brasiliens varetegn Cristo Redentor